# Aartsdiakonaat
Een aartsdiakonaat maakt deel uit van een bisdom. De eerste bisdommen die in de late oudheid en vroege middeleeuwen ontstonden waren zo uitgestrekt dat de bisschop geassisteerd werd door aartsdiakens. Deze aartsdiakens namen taken van de bisschop over en na verloop van tijd werd hun macht gekoppeld aan een vastomlijnd territorium, het aartsdiakonaat. 

## Aartsdiakonaten binnen het bisdom Utrecht
Binnen het middeleeuwse bisdom Utrecht bestonden uiteindelijk elf aartsdiakonaten. Vijf daarvan waren verbonden met de proosdijen van de kapittels binnen de stad Utrecht. Vier aartsdiakonaten waren verbonden aan de proosdijen van andere kapittels binnen het bisdom. Ten slotte waren er twee die bezet werden door leden van het Domkapittel.
- Dom. Omvatte het grootste deel van het graafschap Holland (zonder Westfriesland), het graafschap Zeeland, het oostelijk deel van het huidige Zeeuws-Vlaanderen, het oostelijk deel van de huidige provincie Utrecht en de Betuwe.
- Oud Munster
- Sint Pieter
- Sint Jan
- Sint Maria
- Deventer: Salland en het graafschap Zutphen.
- Oldenzaal: Twente
- Tiel (later Arnhem): Tielerwaard
- Emmerik
- Westfriesland
- aartsdiakonaat van de koorbisschop: verspreide parochie

## Aartsdiakonaten binnen het bisdom Luik
Binnen het middeleeuwse bisdom Luik bestonden uiteindelijk zeven aartsdiakonaten.
- Kempenland: de huidige provincies Noord-Brabant en Limburg
- Haspengouw
- Brabant (klein deel van Belgische provincie Brabant)
- Henegouwen
- Condroz
- Famenne
- Ardenne

## Aartsdiakonaten binnen de bisdommen Münster en Osnabrück
Voor de provincie Groningen waren de aartsdiaconaten voor Friesland in de bisdommen Münster en Osnabrück van groot belang. Het Münsterse aartsdioconaat Frisia strekte zich uit over de Ommelanden, het Oldambt en het westen van Oost-Friesland; de ambtsdrager werd gewoonlijk officiaal genoemd. Het Osnabrückse aartsdiaconaat Frisia et Emslandia (soms ook Westerwolde genoemd) besloeg het gebied rond Winschoten, de zuidelijke rand van Reiderland en delen van het Emsland. Deze functies kwamen formeel te vervallen door de reformatie in Oost-Friesland na 1520 en de instelling van het bisdom Groningen in 1559 (feitelijk 1567). Daarbij gingen ook de oude proosdijen, die veelal werden bekleed door wereldse proosten waren, geleidelijk te gronde. Toch duurde het nog tot het einde van de 16e eeuw voordat de bisschoppen zich neerlegden bij het verlies van deze gebieden.

## Gebieden binnen andere bisdommen
Een van de aartsdiakonaten van het aartsbisdom Keulen was Xanten. Binnen dit aartsdiakonaat vielen onder andere het Rijk van Nijmegen en het land van Maas en Waal.
Het grootste deel van de huidige provincie Groningen behoorde tot het bisdom Münster. Westerwolde behoorde tot het bisdom Osnabrück. 